# 小塚麻央
小塚 麻央（こづか まお、1990年3月16日 - ）は、日本の元タレント、元モデル。大阪府出身。株式会社アライブエンタテインメントに所属、クレメンテと業務提携。2014年7月10日付の自身のブログで、一般人男性と同年5月に結婚したこと、それを機にレギュラー出演していた｢女の子宣言! アゲぽよTV｣レギュラーを降板することと芸能界から引退することを併せて報告した。

## 出演

### テレビ
現在
- 女の子宣言! アゲぽよTV（毎日放送）アゲぽよガールズ

過去
- 偉人変人たかじん（関西テレビ）番組アシスタント
- DRESS（毎日放送）
- マヨブラジオ（読売テレビ）
- 快傑えみちゃんねる（関西テレビ）
- ワールドコレクション（毎日放送）
- ベリータ（毎日放送）
- ジャイケルマクソン（毎日放送）
- THE HILUNO COLLECTION モデル出演（東京MXテレビ）
- 8時です！生放送！！火曜日 お天気リポーター（J:com）
- どれ☆きよ天気予報（毎日放送）

など

### ラジオ
- ラジオでんでんタウン（ラジオ大阪）5代目パーソナリティ

### 雑誌・モデル
現在
- BLENDA（角川春樹事務所）レギュラーモデル

過去
- ヤングジャンプ（集英社）ギャルコン2009 ファイナリスト（3位入賞）
- ヤングマガジン（講談社）
- TV★1（講談社）
- ジャンカラ ～湯快リゾート～ 初代イメージガール
- 振袖専門店 京ろまん FIRST STAGE イメージモデル
- アミューズメント★ガールズ（講談社）

など

### ファッションショー
- 「原宿スタイルコレクション2010spring」出演
- 「原宿スタイルコレクション2010autumn」出演

など